# Страховочный канат
Страхо́вочный кана́т — устройство для закрепления карабинов предохранительного пояса при выполнении работ на высоте, состоящее из гибкого стального каната, расположенного горизонтально (под углом до 10° к горизонту). Концы страховочного каната закрепляются на конструктивных элементах зданий и сооружений непосредственно или через специальные устройства.

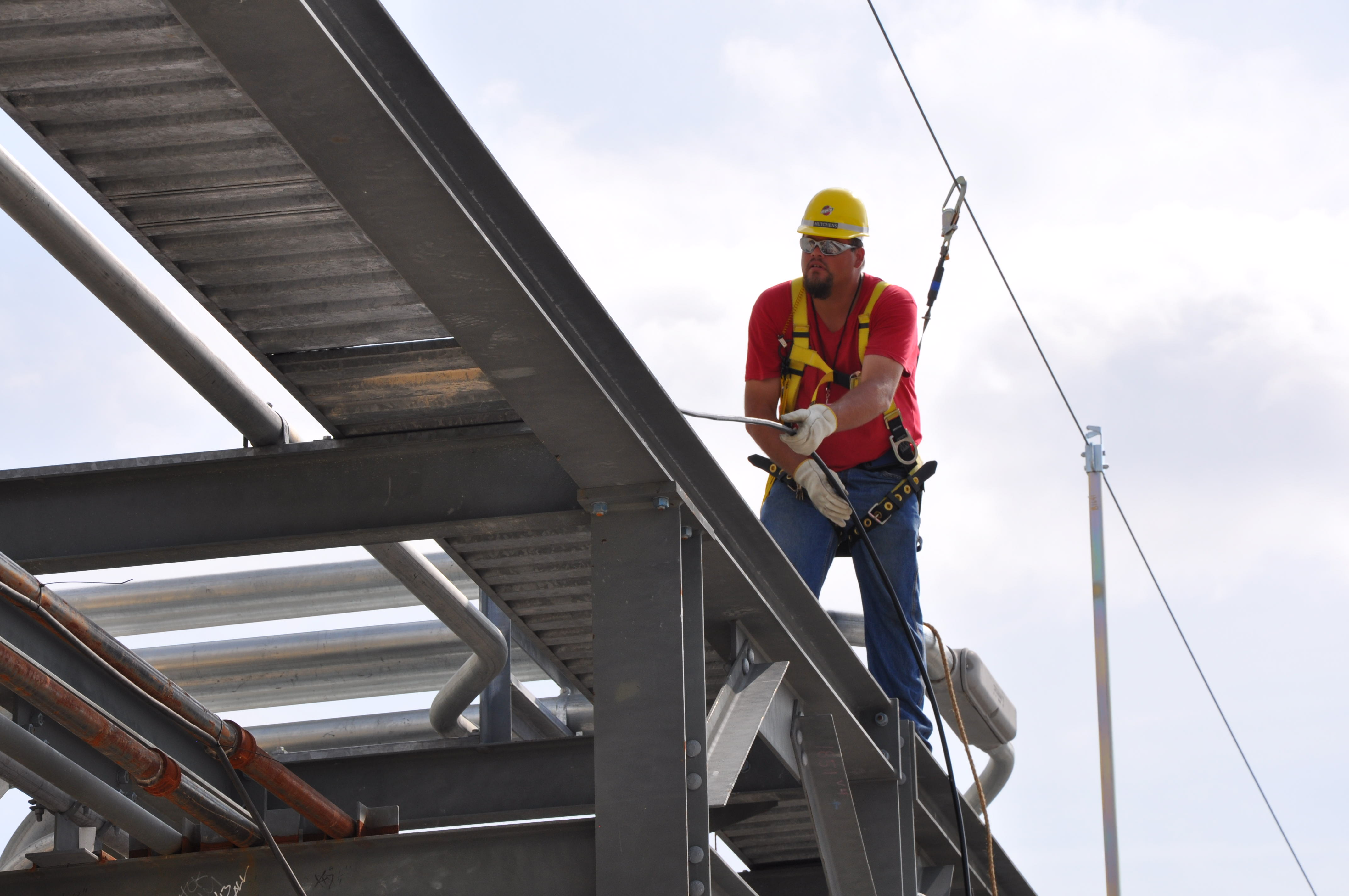
Электрик в страховочной системе пристёгнут самостраховкой к страховочному канату